# Município de Madison (condado de Richland, Ohio)
O município de Madison (em inglês: Madison Township) é um município localizado no condado de Richland no estado estadounidense de Ohio. No ano de 2010 tinha uma população de 11.168 habitantes e uma densidade populacional de 278,17 pessoas por km².

## Geografia
O município de Madison encontra-se localizado nas coordenadas 40° 47′ 21″ N, 82° 29′ 03″ O. Segundo a Departamento do Censo dos Estados Unidos, o município tem uma superfície total de 40.15 km², da qual 39.98 km² correspondem a terra firme e (0.41%) 0.17 km² é água.

## Demografia
Segundo o censo de 2010, tinha 11.168 habitantes residindo no município de Madison. A densidade populacional era de 278,17 hab./km². Dos 11.168 habitantes, o município de Madison estava composto pelo 95.28% brancos, o 2.06% eram afroamericanos, o 0.32% eram amerindios, o 0.3% eram asiáticos, o 0.02% eram insulares do Pacífico, o 0.26% eram de outras raças e o 1.76% pertenciam a dois ou mais raças. Do total da população o 1.12% eram hispanos ou latinos de qualquer raça.